# Trypanosomatidae
Famille
Les Trypanosomatidae sont une famille d'eucaryotes unicellulaires flagellés pathogènes d'animaux et de végétaux, de l'ordre des Trypanosomatida.
Chez l'homme, les Trypanosoma provoquent des trypanosomiases, et entre autres la maladie du sommeil et la maladie de Chagas, et les Leishmania causent les leishmanioses.

## Liste des genres
Selon AlgaeBase (16 septembre 2023) :
- Angomonas Souza & Corte-Real, 1991
- Blastocrithidia Laird, 1959
- Blechomonas Votýpka & Suková, 2013
- Borovskyia Kostygov & Yurchenko, 2017
- Castellanella Chalmers, 1918
- Cercoplasma Roubaud, 1911
- Crithidia Léger, 1902
- Cystotrypanosoma Roubaud, 1911
- Duttonella Chalmers, 1918
- Endotrypanum Mesnil & Brimont, 1908
- Haematomonas Mitrofanov, 1883
- Helcosoma J.H.Wright, 1903
- Herpetomonas Kent, 1879
- Jaenimonas Votýpka & P.T.Hamilton, 2020
- Kentomonas Votýpka, Yurchenko, Kostygov & Lukeš, 2014
- Lafontella Kostygov & Yurchenko, 2015
- Leishmania Ron.Ross, 1903
- Leptomonas Kent, 1880
- Lewisonella Chalmers, 1918
- Lotmaria Evans & Schwarz, 2014
- Malacozoomonas Nicoli, Penaud & Timon-David, 1971
- Monomita Grassi, 1882
- Nematodomonas Nicoli, Penaud & Timon-David, 1971
- Novymonas Kostygov & Yurchenko, 2020
- Paleoleishmania Poinar & R.Poinar, 2008
- Paleotrypanosoma Poinar, 2008
- Paramecioides Grassi, 1882
- Paratrypanosoma Votýpka & J.Lukeš, 2013
- Phytomonas Donovan, 1909
- Porcisia Shaw, Camargo & Teixeira, 2016
- Proteomonas Podlipaev, A.O.Frolov & A.A.Kolesnikov, 1990
- Rhynchoidomonas Patton, 1910
- Rhynchomonas Patton, 1910
- Schizotrypanum Chagas, 1909
- Sergeia Svobodová, Zídková, Čepička, Oborník, J.Lukeš & Votýpka, 2007
- Strigomonas (M.Lwoff & A.Lwoff) J.G.Thomson & Andr.Robertson, 1932
- Toddia França, 1911
- Trypanomonas Labbé, 1891
- Trypanosoma Gruby, 1843
- Trypanozoon Lühe, 1906
- Undulina Lankester, 1871
- Wallaceina Podlipaev, A.O.Frolov & A.A.Kolesnikov, 1999
- Wallacemonas Kostygov & V.Yurchenko, 2014

## Systématique
Le nom valide complet (avec auteur) de ce taxon est Trypanosomatidae Doflein, 1901.
L'IRMNG (16 septembre 2023) rapporte deux synonymes de Trypanosomatidae suivant la nomenclature botanique (terminaison des familles en -aceae) :
- Trypanosomaceae
- Trypanosomataceae

## Publication originale
- (de) F. Doflein, Die Protozoen als Parasiten und Krankheitserreger nach biologischen Gesichtspunkten dargestellt, Jena: Gustav Fischer, 1901) (lire en ligne), xiv, 274, 220 figures.